# Italienische Barbe
Die Italienische Barbe (Barbus tyberinus), engl. Italian barbel oder Horse barbel, auf ital. Barbo tiberino, ist eine endemisch nur in Italien vorkommende Barbenart. 

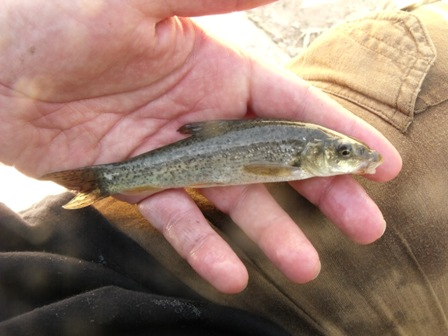
Italienische Barbe (Jungfisch)

## Vorkommen
Die Italienische Barbe kommt in den Gewässern vor, die in das Tyrrhenische Meer und Adria einmünden. Man findet sie von den Flüssen Essino im Norden bis Ofanto im Süden, im Fuciner See, in den Flüssen Arno, Tiber, Topino, Ombrone, Albegna, Fiora und Bruna.

## Merkmale
Barbus tyberinus besitzt die typische Gestalt der Flussbarbe, dabei sind Körper und Flossen schwarz punktiert. Die Italienische Barbe wird bei einem Gewicht von vier Kilogramm maximal 60 Zentimeter lang.

## Lebensweise
Die Italienische Barbe bewohnt sowohl Tiefland- als auch Bergflüsse (sogenannte Piedemonte-Flüsse und Bäche) und hält sich bevorzugt im schnellfließenden Wasser über Kiesgrund auf. Zu ihrem Lebensraum gehören sowohl permanente Fließgewässer als auch solche, die nur periodisch Wasser führen. Sie gilt dabei ähnlich wie der Döbel als Pionierspezies bei der Besiedlung neuer Lebensräume.
Die optimale Wassertemperatur findet sich im Bereich von 10 bis 22 °C. Barbus tyberinus kann auch bei extremen Umweltbedingungen hinsichtlich Wasserführung und -temperatur überleben.

## Wirtschaftliche Bedeutung
Aufgrund ihres wohlschmeckenden Fleisches gehörte die Italienische Barbe lange Zeit zu einem festen Bestandteil der Küche in der Toscana, Umbrien und Latium.

## Gefährdungsstatus
Trotz weitreichender Verbreitung ist die Population Spezies gefährdet und rückläufig. Dies ist durch wasserbauliche Maßnahmen und die Hybridisierung mit anderen Arten wie der eingeführten Flussbarbe (Barbus barbus) und der Tiberbarbe (Barbus plebejus) verursacht.